# Piràmides de Mazghuna

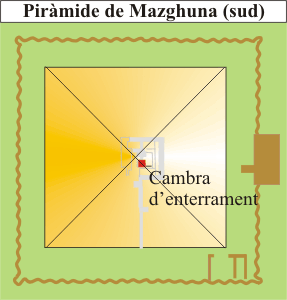
Piràmide del sud a Mazghuna

Les piràmides de Mazghuna són dos monuments funeraris que se suposen construïts per Amenemhet IV i la seva dona-germana (o filla) Sobekneferu a Mazghuna, prop de Dashur, la necròpoli de la dinastia XII.
El conjunt es compon de dues piràmides:
La piràmide del sud, a menys de 5 km de la piràmide encorbada de Snefru, era envoltada d'un mur ondulat. La piràmide està en ruïnes. Fou excavada per Ernest Mac Kay el 1910. La base que mesura 53 metres de costat, és de rajoles i és l'únic que es pot distingir; al damunt no hi ha rastres de pedra. La inclinació i l'altura són desconegudes. S'atribueix a Amenemhet IV per la subestructura de la cambra d'enterrament. L'entrada subterrània és a la meitat de la part sud. No queden restes de temple mortuori, ni tampoc de l'avinguda o d'un possible temple de la vall

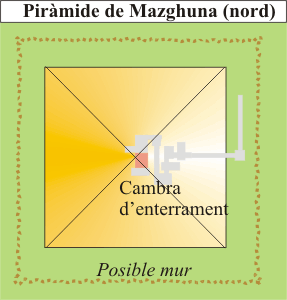
Piramide del nord a Mazghuna

La piràmide del nord és atribuïda a Sobekneferu basant-se en l'anàlisi de les restes de l'estructura (la base i alguna resta més). Era més gran que la piràmide del sud (67 metres de costat a la base) però se'n desconeixen les mesures. La seva subestructura subterrània és més avançada des un punt de vista topogràfic. L'estructura fou acabada però ningú hi fou enterrat. La superestructura i el complex en canvi no foren acabats. No queden restes de temple mortuori, Avinguda o temple de la vall.